# Key Delivery Message
Pour les articles homonymes, voir KDM.

Le Key Delivery Message (généralement désigné sous le sigle KDM, et souvent utilisé au féminin, La KDM, la clef de décryptage ou clef de lecture) est un fichier numérique envoyé par un distributeur à un exploitant pour lui permettre d'ouvrir un DCP afin de projeter un film. Le DCP étant un fichier chiffré pour prévenir le téléchargement illégal, le KDM permet de sécuriser le film. Un KDM permet en effet de déverrouiller le DCP pour une salle donnée et une durée d'exploitation donnée. Elle circule entre le distributeur et les exploitants par voie postale (sur une clé USB) ou via mail.